# Balzac (Charente)
Balzac ist ein Ort und eine Gemeinde mit 1.401 Einwohnern (Stand 1. Januar 2022) im westfranzösischen Département Charente in der Region Nouvelle-Aquitaine.

## Lage
Der Ort Balzac liegt in der alten Kulturlandschaft des Angoumois in einer Höhe von etwa 70 m ü. d. M. und ist etwa 10 km (Fahrtstrecke) in nördlicher Richtung von der Stadt Angoulême bzw. ca. 48 km in östlicher Richtung von der Stadt Cognac entfernt. Im Süden und Westen des Gemeindegebietes verläuft der Fluss Charente, im Osten sein Zufluss Argence.

## Bevölkerungsentwicklung
| Jahr      | 1800 | 1851 | 1901 | 1954 | 1999 | 2018 |
| Einwohner | 1016 | 928  | 688  | 644  | 1237 | 1348 |

Der Bevölkerungsrückgang in der ersten Hälfte des 20. Jahrhunderts ist im Wesentlichen auf den Verlust an Arbeitsplätzen durch die Reblauskrise und die Mechanisierung der Landwirtschaft zurückzuführen. Aufgrund der Nähe zur Stadt Angoulême und vergleichsweise günstiger Immobilienpreise ist die Einwohnerzahl der Gemeinde seit den 1960er Jahren wieder angewachsen.

## Wirtschaft
Lebten die Bewohner des Ortes jahrhundertelang von den Erträgen ihrer Felder und Gärten, so wurde im ausgehenden Mittelalter und in der frühen Neuzeit der Weinbau vorangetrieben, der – nach der Unterbrechung durch die Reblauskrise im ausgehenden 19. und beginnenden 20. Jahrhundert – auch heute noch die wichtigste Einnahmequelle der Gemeinde ausmacht. Auch der Tourismus in Form der Vermietung von Ferienwohnungen (gîtes) spielt eine nicht unbedeutende Rolle für das wirtschaftliche Leben der Gemeinde.

## Geschichte

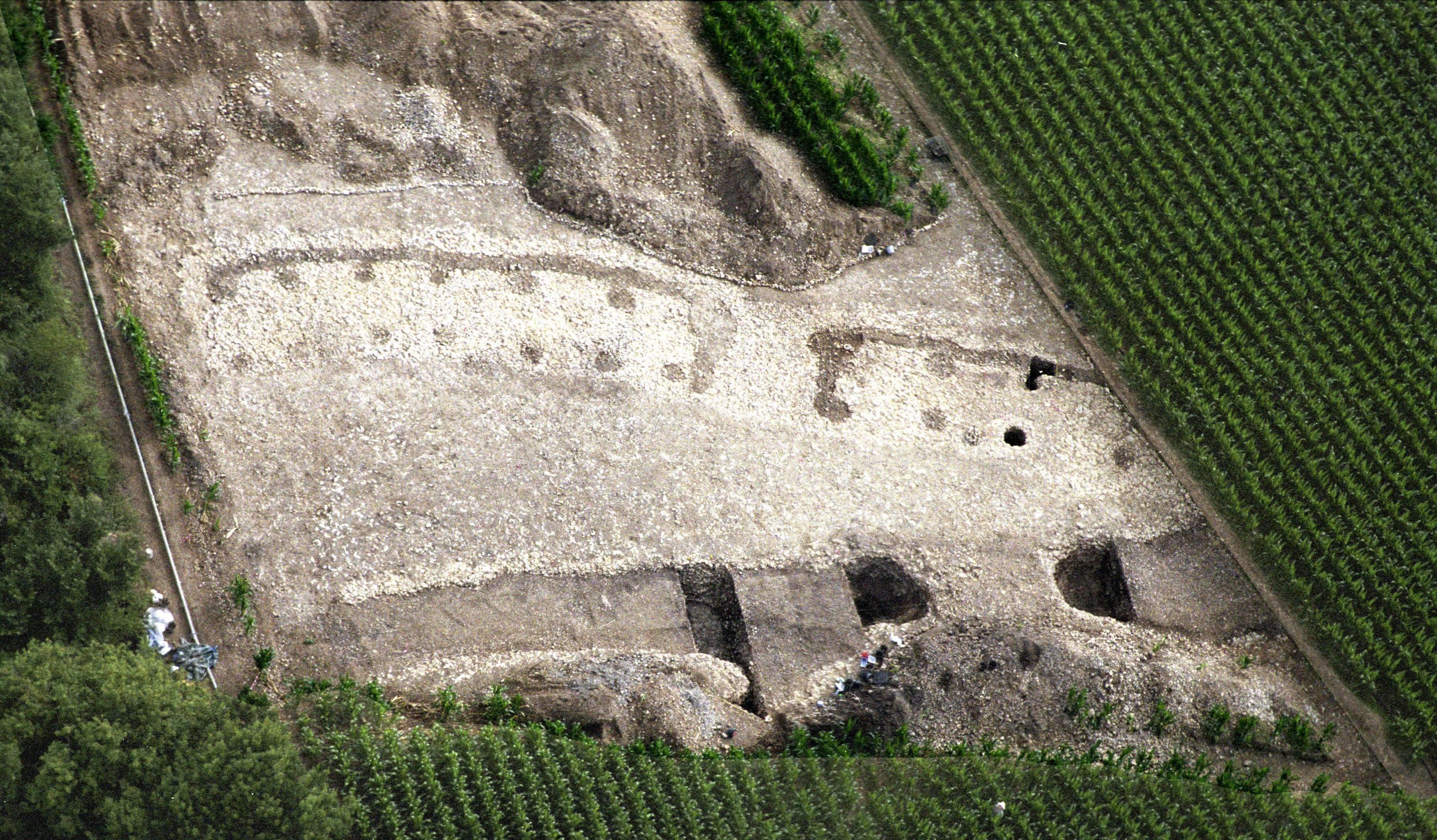
Grabungsgelände Coteaux de Coursac

Auf dem Gemeindegebiet wurde mit Hilfe der Luftbildarchäologie eine neolithische Wallanlage entdeckt; auch existierte bis zum Jahr 1760 ein megalithischer Dolmen.
Im Mittelalter hatte der Ort eine Burg (château) und lag an einer Nebenstrecke des Pilgerwegs nach Santiago de Compostela (Via Turonensis). Im 16. Jahrhundert wurde die Burg abgerissen und zu einem fürstlichen Wohnsitz umgebaut; sie beherbergte in der Folgezeit Gäste wie Maria von Medici, Richelieu oder den Kardinal de La Rochefoucauld.

## Sehenswürdigkeiten

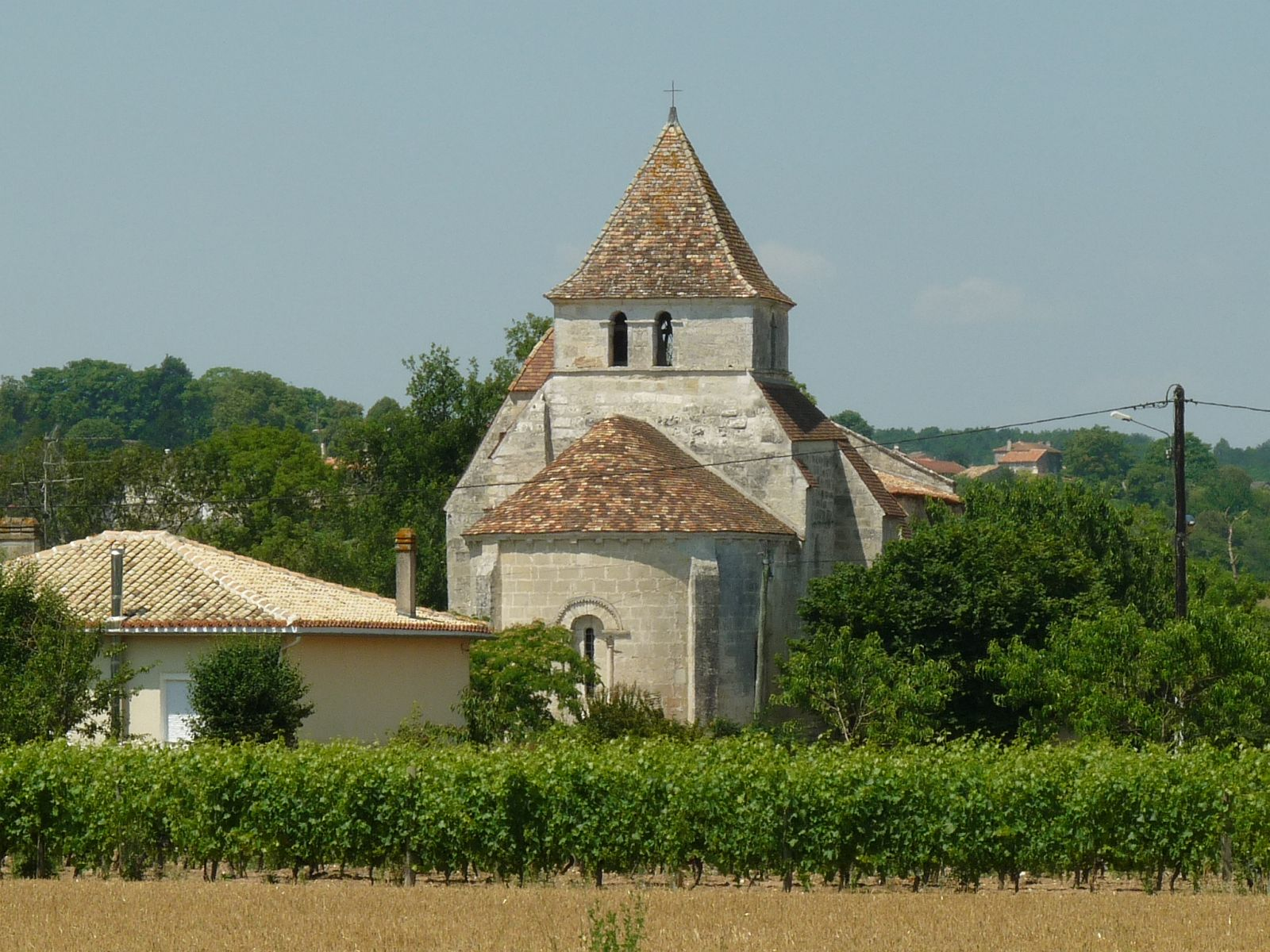
Kirche Saint-Martin

- Die romanische Pfarrkirche Saint-Martin ist ein einschiffiger und weitgehend schmuckloser Bau aus der Mitte des 12. Jahrhunderts, der aber in der Folgezeit wiederholt umgebaut wurde. Wichtigstes Bauelement ist die Chorpartie mit der Apsis und dem im Jahr 1760 erneuerten Vierungsturm. Das Langhaus wird durch Strebepfeiler stabilisiert; die Westfassade ist bis auf ein arg zerstörtes Figurenrelief des hl. Martin über dem Portal vollkommen schmucklos. Im Innern wurde das ursprüngliche Tonnengewölbe aus Stein durch ein hölzernes ersetzt; lediglich die Vierung und die Apsis haben noch ihre ursprünglichen Gewölbe.
- Das Château de Balzac stammt aus der Zeit um 1600; es wurde jedoch im 18. Jahrhundert modernisiert und erweitert. Der zwei-, in den neueren Teilen auch dreigeschossige Bau befindet sich in Privatbesitz und ist seit dem Jahr 2007 als Monument historique[2] anerkannt.

## Persönlichkeiten
- Jean-Louis Guez de Balzac (1597–1654), Schriftsteller, lebte zeitweise auf dem von seinem Vater erbauten Schloss und gilt als „Erneuerer der französischen Sprache“.